# Lypha amazonica
Lypha amazonica là một loài ruồi trong họ Tachinidae.